# Pacific Nations Cup 2012
Der Pacific Nations Cup 2012 war die siebte Ausgabe des Rugby-Union-Turniers Pacific Nations Cup. Beteiligt waren die Nationalmannschaften von Fidschi, Japan, Samoa und Tonga. Zwischen dem 5. und 23. Juni 2012 fanden sechs Spiele statt, wobei jede Mannschaft je einmal gegen die drei anderen antrat. Fünf der sechs Spiele wurden in Japan ausgetragen, eines in Fidschi. Den Titel gewann Samoa, zum zweiten Mal nach 2010.

## Tabelle
|    | Team    | Spiele | Siege | Unent. | Ndlg. | Spiel- punkte | Diff. | Bonus- punkte | Tabellen- punkte |
| -- | ------- | ------ | ----- | ------ | ----- | ------------- | ----- | ------------- | ---------------- |
| 1. | Samoa   | 3      | 3     | 0      | 0     | 76:70         | + 6   | 0             | 12               |
| 2. | Fidschi | 3      | 2     | 0      | 1     | 80:65         | + 15  | 2             | 10               |
| 3. | Tonga   | 3      | 1     | 0      | 2     | 59:69         | − 10  | 1             | 5                |
| 4. | Japan   | 3      | 0     | 0      | 3     | 65:76         | − 11  | 4             | 4                |

Die Punkteverteilung war wie folgt:
- 4 Punkte bei einem Sieg
- 2 Punkte bei einem Unentschieden
- 0 Punkte bei einer Niederlage (vor möglichen Bonuspunkten)
- 1 Bonuspunkt bei vier Versuchen in einem Spiel
- 1 Bonuspunkt bei einer Niederlage mit weniger als sieben Punkten Unterschied

## Ergebnisse
| 5. Juni 2012 17:10 JST | Samoa                                                                                               | 20 : 18       | Tonga                                                 | Mizuho-Rugbystadion, Nagoya Zuschauer: 4.565 Schiedsrichter: Wayne Barnes (England) |
| 5. Juni 2012 17:10 JST | Versuche: Tuigamala 42. erh. Lemi 49. erh. Erhöhungen: Anufe (2/2) Straftritte: Anufe (2/4) 3., 40. | (6:9) Bericht | Straftritte: Morath (6/9) 6., 20., 35., 46., 54., 59. | Mizuho-Rugbystadion, Nagoya Zuschauer: 4.565 Schiedsrichter: Wayne Barnes (England) |

| 5. Juni 2012 19:10 JST | Fidschi | 25 : 19        | Japan                                                                                                   | Mizuho-Rugbystadion, Nagoya Zuschauer: 6.036 Schiedsrichter: John Lacey (Irland) |
| 5. Juni 2012 19:10 JST | Versuche: Katonibau 20. erh. Nayacalevu 30. erh. Goneva 59. n.erh. Erhöhungen: Koroilagilagi (2/3) Straftritte: Koroilagilagi (2/6) 41., 51. | (14:9) Bericht | Versuche: Strafversuch 62. erh. Erhöhungen: Gorōmaru (1/1) Straftritte: Gorōmaru (4/4) 5., 10, 19., 44. | Mizuho-Rugbystadion, Nagoya Zuschauer: 6.036 Schiedsrichter: John Lacey (Irland) |

| 10. Juni 2012 12:10 JST | Fidschi | 26 : 29         | Samoa | Prinz-Chichibu-Rugbystadion, Tokio Zuschauer: 5.906 Schiedsrichter: Wayne Barnes (England) |
| 10. Juni 2012 12:10 JST | Versuche: Kenatale 10. erh. Talei 73. n.erh. Tuapati 79. n.erh. Erhöhungen: Koroilagilagi (1/3) Straftritte: Koroilagilagi (3/5) 3., 24., 60. | (13:18) Bericht | Versuche: Fa’osiliva 27. erh. Lemi (2) 29. n.erh., 50. n.erh. Erhöhungen: Anufe (1/3) Straftritte: Anufe (4/5) 5., 21., 67., 77. | Prinz-Chichibu-Rugbystadion, Tokio Zuschauer: 5.906 Schiedsrichter: Wayne Barnes (England) |

| 10. Juni 2012 14:10 JST | Japan | 20 : 24         | Tonga | Prinz-Chichibu-Rugbystadion, Tokio Zuschauer: 7.719 Schiedsrichter: Pascal Gaüzère (Frankreich) |
| 10. Juni 2012 14:10 JST | Versuche: Tui 13. erh. Gorōmaru 43. erh. Erhöhungen: Gorōmaru (2/2) Straftritte: Gorōmaru (2/4) 19., 69. | (10:17) Bericht | Versuche: Taufa 15. erh. Moa 24. erh. Kaho 61. erh. Erhöhungen: Morath (3/3) Straftritte: Morath (1/4) 25. | Prinz-Chichibu-Rugbystadion, Tokio Zuschauer: 7.719 Schiedsrichter: Pascal Gaüzère (Frankreich) |

| 17. Juni 2012 14:10 JST | Samoa | 27 : 26         | Japan | Prinz-Chichibu-Rugbystadion, Tokio Zuschauer: 5.386 Schiedsrichter: John Lacey (Irland) |
| 17. Juni 2012 14:10 JST | Versuche: Fotuali’i 31. erh. Lemalu (2) 38. erh., 61. n.erh. Erhöhungen: Anufe (2/2) Straftritte: Anufe (2/5) 43, 65. | (14:16) Bericht | Versuche: Tui 19. n.erh. Kikutani (2) 26. n.erh., 68. n.erh. Hirose 77. n.erh. Straftritte: Gorōmaru (2/2) 7., 11. | Prinz-Chichibu-Rugbystadion, Tokio Zuschauer: 5.386 Schiedsrichter: John Lacey (Irland) |

| 23. Juni 2012 15:40 UTC+12 | Tonga                                                                    | 17 : 29       | Fidschi | Churchill Park, Lautoka Zuschauer: 4.529 Schiedsrichter: Keith Brown (Neuseeland) |
| 23. Juni 2012 15:40 UTC+12 | Versuche: Piutau 43. n.erh. Straftritte: Morath (4/5) 21., 28., 31., 61. | (9:7) Bericht | Versuche: Talebula (2) 19. erh., 64. n.erh. Naureure 47. erh. Mocetadra 61. erh. Erhöhungen: Ralulu (2/3) Talebula (1/1) Straftritte: Talebula (1/2) 67. | Churchill Park, Lautoka Zuschauer: 4.529 Schiedsrichter: Keith Brown (Neuseeland) |